# (281) Lucretia
(281) Lucretia ist ein Asteroid des inneren Hauptgürtels, der am 31. Oktober 1888 vom österreichischen Astronomen Johann Palisa an der Universitätssternwarte Wien entdeckt wurde.
Der Asteroid wurde benannt zu Ehren von Caroline Lucretia Herschel (1750–1848), der Schwester des Uranus-Entdeckers Wilhelm Herschel (1738–1822), dem sie ab 1772 assistierte. Sie entdeckte unabhängig sieben oder acht Kometen. Nach dem Tod ihres Bruders kehrte sie von England nach Hannover zurück und erstellte einen Katalog der von ihm entdeckten Nebel und Sternhaufen. 1828 erhielt sie die Goldmedaille der Royal Astronomical Society. Die Benennung erfolgte durch die Ehefrau des tschechischen Astronomen Vojtěch Šafařík, Professor für Astronomie an der Universität Prag.
Aufgrund ihrer Bahneigenschaften wird (281) Lucretia zur Flora-Familie gezählt.

## Wissenschaftliche Auswertung
Aus Ergebnissen der IRAS Minor Planet Survey (IMPS) wurden 1992 Angaben zu Durchmesser und Albedo für zahlreiche Asteroiden abgeleitet, darunter auch (281) Lucretia, für die damals Werte von 11,8 km bzw. 0,20 erhalten wurden. Eine Auswertung von Beobachtungen durch das Projekt NEOWISE im nahen Infrarot führte 2011 zu vorläufigen Werten für den Durchmesser und die Albedo im sichtbaren Bereich von 11,8 km bzw. 0,20. Nachdem die Werte nach neuen Messungen mit NEOWISE 2012 auf 11,3 km bzw. 0,34 geändert worden waren, wurden sie 2014 auf 11,0 km bzw. 0,23 korrigiert. Nach der Reaktivierung von NEOWISE im Jahr 2013 und Registrierung neuer Daten wurden die Werte 2015 angegeben mit 10,0 km bzw. 0,31, diese Angaben beinhalten aber hohe Unsicherheiten.
Photometrische Messungen des Asteroiden fanden erstmals statt am 30. November und 13. Dezember 1969 und vom 14. August bis 1. September 1972 am Kitt-Peak-Nationalobservatorium sowie am 13. und 14. April 1974 an der Catalina Station des Steward Observatory, beide in Arizona. Aus den aufgezeichneten Lichtkurven wurde eine Rotationsperiode von 4,348 h bestimmt. Die Auswertung neuer Messungen vom März 2003 am Nationalen Astronomischen Observatorium Roschen in Bulgarien sowie vom Januar/Februar 2006, Dezember 2008/Januar 2009 und September und November 2011 am Observatorium Borówiec in Polen bestätigte die Rotationsperiode mit einem Wert von 4,349 h.
Eine Auswertung von archivierten Lichtkurven des United States Naval Observatory, von LONEOS und der Catalina Sky Survey ermöglichte 2011 für den Asteroiden die Bestimmung einer retrograden Rotation sowie einer Periode von 4,34971 h. Ebenfalls aus den archivierten photometrischen Daten des United States Naval Observatory und der Catalina Sky Survey in Arizona wurde dann in einer Untersuchung von 2013 ein dreidimensionales Gestaltmodell des Asteroiden für zwei alternative Rotationsachsen mit retrograder Rotation und einer Periode von 4,34971 h bestimmt.
Im Jahr 2021 wurde aus archivierten Daten und photometrischen Messungen von Gaia DR2 erneut eine Rotationsachse mit retrograder Rotation berechnet. Die Rotationsperiode wurde dabei zu 4,34971 h bestimmt. Vom 10. bis 28. Januar 2022 erfolgte durch photometrische Beobachtungen einer Beobachtergruppe aus Spanien noch eine Bestimmung der Rotationsperiode zu 4,349 h.
Aus archivierten Daten des Asteroid Terrestrial-impact Last Alert System (ATLAS) aus dem Zeitraum 2015 bis 2018 konnte in einer Untersuchung von 2022 mit der Methode der konvexen Inversion eine Rotationsperiode von 4,34973 h bestimmt werden. Im Jahr 2023 wurde aus photometrischen Messungen von Gaia DR3 erneut ein dreidimensionales Gestaltmodell des Asteroiden für zwei alternative Rotationsachsen mit retrograder Rotation und einer Periode von 4,34968 h berechnet.